# Дуров, Юрий Юрьевич
Юрий Юрьевич Дуров (род. 11 октября 1954, Тбилиси, ГрССР) — российский артист цирка, художественный руководитель театра «Уголок дедушки Дурова» (с июня 2008 года), народный артист РФ (2007). Сын народного артиста СССР Юрия Владимировича Дурова и народной артистки Узбекистана Лолы Мухамедовны Ходжаевой. Продолжатель знаменитой династии Дуровых.

## Биография
Впервые вышел на манеж в шестилетнем возрасте в аттракционе отца. И с тех пор продолжил работать в цирке. В 1971 году окончил среднюю образовательную школу. В 14 лет Юрий Дуров впервые полностью заменил отца, встав во главе аттракциона, поскольку Юрий Владимирович Дуров был занят на съемках фильма «Освобождение», где исполнял роль Уинстона Черчилля.
С 23 ноября 1965 работал в государственном цирке «Союзгосцирк» (ныне «Росгосцирк») и проработал до 31 августа 2007 года.
В 1971 году на гастролях в Бельгии Юрий Владимирович Дуров скоропостижно скончался. И с тех пор Юрий Юрьевич стоял во главе фамильного циркового аттракциона и, значительно переделав номер, проработал с ним до 1978 года. Затем ушел на репетиционный период и за два года создал принципиально новый аттракцион «Всё на свете». В нём впервые в истории российского цирка на арену вышел жираф. В новом аттракционе были сделаны несколько уникальных авторских трюков с морскими львами. А также уникальный номер «Гепарды на свободе», где два хищника работали на арене без клетки, без поводков, без ошейников. До сегодняшнего дня никто не может повторить этот номер.
Юрий Юрьевич мультидрессировщик, через его номера прошли десятки видов животных: морские львы, шимпанзе, гепарды, зебры, кенгуру, голуби, слоны, медведи, собаки, пони, лисы, попугаи.
В качестве руководителя стажёрской практики, режиссёра и автора сценария подготовил номер Фариду Якубову, который впоследствии стал лауреатом премии Ленинского комсомола: номер с дрессированными обезьянами, который назывался «Мартышкин труд». В нём помимо обезьян участвовали собаки и пони. Четыре года был руководителем стажёрской практики заслуженного артиста России Бориса Майхровского и его номером с морскими животными. Много лет руководил стабильной цирковой программой — коллективом, в котором было задействовано более семидесяти человек.
Ставил спектакли в Московском цирке на Цветном бульваре и во многих других цирках России.
Учился цирковому искусству у выдающихся корифеев советского цирка: Карандаша, Игоря Кио, Юрия Никулина, Михаила Шуйдина, Завена Мартиросяна, Ирины Бугримовой.
За более чем сорок лет работы объездил (и не один раз) все цирки бывшего Советского Союза, побывал на гастролях в Японии. Во Франции работал два года в Национальном французском цирке.

## Работа в театре «Уголок дедушки Дурова»
С 2007 года, по приглашению своей сводной сестры Натальи Юрьевны Дуровой, перешёл работать в театр «Уголок дедушки Дурова» в качестве режиссёра-постановщика. С этого момента Юрий Дуров полностью посвятил себя театру. В этом же году поставил новый спектакль «МЧС спешит на помощь», соединив в единый сюжет отдельные фрагменты и включив новые номера.
К новогодним каникулам 2007 года придумал и поставил свой второй спектакль «Без билета вокруг света», а к следующему Новому году написал и поставил оригинальную сказку «Волшебное письмо», органично соединив в ней номера с животными и драматическое действо. Эти работы успешно вошли в репертуар театра.
В июне 2008 году Юрий Дуров был назначен художественным руководителем театра «Уголок дедушки Дурова». С этого момента он начал заниматься многочисленными административными делами. Несмотря на это, его новая постановка «Книга странствий», поставленная к новогодним каникулам по его сценарию, имела грандиозный успех. Спектакль прошёл 72 раза при переполненном зале. Новые спектакли шли и на Малой сцене, и в Музее театра, где дети непосредственно общались с животными. Не меньший успех имел спектакль «Каприз королевы», который по просьбам зрителей два года подряд шел как новогодняя сказка, а затем вошел в репертуар. К 100-летию театра Юрий Дуров поставил спектакль «Дорога — длиною в век!», в котором возродил знаменитую Дуровскую железную дорогу.
В 2013 году Юрий Дуров заново поставил аттракцион «Однажды на Мышиной планете», ранее известный как «Мышиная железная дорога», где выступил как автор сценария, автор стихов и режиссёр-постановщик. Также организовал в театре группу стажёров, в которую вошли наиболее талантливые ассистенты, ставшие впоследствии артистами-дрессировщиками.
Сохраняя семейные дуровские традиции, Юрий Юрьевич Дуров активно модернизирует театр, ставит его на современные рельсы. С его приходом театр полностью поменял свой формат — вместо отдельных, не связанных между собой номеров с животными, на сцене появились полноценные сюжетные спектакли по мотивам известных и любимых детьми сказок.

### Музей театра
С 2009 года в Музее театра возобновляется научно-исследовательская работа, связанная с историей династии Дуровых. Здесь же проводится большая работа, связанная с интерактивными экскурсиями и ежегодными Новогодними представлениями «Ёлки в Музее».
Придя в театр, Юрий Дуров полностью сохранил весь актёрский состав театра и привлек новых артистов-дрессировщиков и артистов разговорного жанра. В качестве художественного руководителя Ю. Ю. Дуров проявляет себя как чуткий и дальновидный руководитель, сохраняющий принципы гуманной дрессуры, заложенные его прадедом В. Л. Дуровым. Он бережно хранит наследие старейшей в России династии цирковых артистов, используя прогрессивные творческие методы и передовые технологии.

## Семья
|                                   |                                   |                                   |                                   |                                   |                                   |                                 |                                 |                                  |                                  |                                  |                                  |                                  |                                  |                                     |                          |                                  |                                  |                                  |                                  |                                  |                                  |  |  |                                  |                                  |                                  |                                  |                                  |                                  |  |  |                                 |                                 |                                 |                                 |                                 |                                 |  |  |  |  |  |  |  |  |  |  |  |  |  |  |  |  |  |  |  |  |  |  |  |  |  |  |  |  |
|                                   |                                   |                                   |                                   |                                   |                                   |                                 |                                 |                                  |                                  |                                  |                                  |                                  |                                  | Леонид Дмитриевич Дуров (18??—1869) |                          |                                  |                                  |                                  |                                  |                                  |                                  |  |  |                                  |                                  |                                  |                                  |                                  |                                  |  |  |                                 |                                 |                                 |                                 |                                 |                                 |  |  |  |  |  |  |  |  |  |  |  |  |  |  |  |  |  |  |  |  |  |  |  |  |  |  |  |  |
|                                   |                                   |                                   |                                   |                                   |                                   |                                 |                                 |                                  |                                  |                                  |                                  |                                  |                                  |                                     |                          |                                  |                                  |                                  |                                  |                                  |                                  |  |  |                                  |                                  |                                  |                                  |                                  |                                  |  |  |                                 |                                 |                                 |                                 |                                 |                                 |  |  |  |  |  |  |  |  |  |  |  |  |  |  |  |  |  |  |  |  |  |  |  |  |  |  |  |  |
|                                   |                                   |                                   |                                   |                                   |                                   |                                 |                                 |                                  |                                  |                                  |                                  |                                  |                                  |                                     |                          |                                  |                                  |                                  |                                  |                                  |                                  |  |  |                                  |                                  |                                  |                                  |                                  |                                  |  |  |                                 |                                 |                                 |                                 |                                 |                                 |  |  |  |  |  |  |  |  |  |  |  |  |  |  |  |  |  |  |  |  |  |  |  |  |  |  |  |  |
|                                   |                                   |                                   |                                   | Владимир Леонидович (1863—1934)   | Владимир Леонидович (1863—1934)   | Владимир Леонидович (1863—1934) | Владимир Леонидович (1863—1934) | Владимир Леонидович (1863—1934)  | Владимир Леонидович (1863—1934)  |                                  |                                  |                                  |                                  |                                     |                          |                                  |                                  |                                  |                                  |                                  |                                  |  |  | Анатолий Леонидович (1864—1916)  | Анатолий Леонидович (1864—1916)  | Анатолий Леонидович (1864—1916)  | Анатолий Леонидович (1864—1916)  | Анатолий Леонидович (1864—1916)  | Анатолий Леонидович (1864—1916)  |  |  |                                 |                                 |                                 |                                 |                                 |                                 |  |  |  |  |  |  |  |  |  |  |  |  |  |  |  |  |  |  |  |  |  |  |  |  |  |  |  |  |
|                                   |                                   |                                   |                                   | Владимир Леонидович (1863—1934)   | Владимир Леонидович (1863—1934)   | Владимир Леонидович (1863—1934) | Владимир Леонидович (1863—1934) | Владимир Леонидович (1863—1934)  | Владимир Леонидович (1863—1934)  |                                  |                                  |                                  |                                  |                                     |                          |                                  |                                  |                                  |                                  |                                  |                                  |  |  | Анатолий Леонидович (1864—1916)  | Анатолий Леонидович (1864—1916)  | Анатолий Леонидович (1864—1916)  | Анатолий Леонидович (1864—1916)  | Анатолий Леонидович (1864—1916)  | Анатолий Леонидович (1864—1916)  |  |  |                                 |                                 |                                 |                                 |                                 |                                 |  |  |  |  |  |  |  |  |  |  |  |  |  |  |  |  |  |  |  |  |  |  |  |  |  |  |  |  |
|                                   |                                   |                                   |                                   |                                   |                                   |                                 |                                 |                                  |                                  |                                  |                                  |                                  |                                  |                                     |                          |                                  |                                  |                                  |                                  |                                  |                                  |  |  |                                  |                                  |                                  |                                  |                                  |                                  |  |  |                                 |                                 |                                 |                                 |                                 |                                 |  |  |  |  |  |  |  |  |  |  |  |  |  |  |  |  |  |  |  |  |  |  |  |  |  |  |  |  |
| Владимир Владимирович (1888—1912) | Владимир Владимирович (1888—1912) | Владимир Владимирович (1888—1912) | Владимир Владимирович (1888—1912) | Владимир Владимирович (1888—1912) | Владимир Владимирович (1888—1912) |                                 |                                 | Наталья Владимировна (18??—19??) | Наталья Владимировна (18??—19??) | Наталья Владимировна (18??—19??) | Наталья Владимировна (18??—19??) | Наталья Владимировна (18??—19??) | Наталья Владимировна (18??—19??) |                                     |                          | Анатолий Анатольевич (1887—1928) | Анатолий Анатольевич (1887—1928) | Анатолий Анатольевич (1887—1928) | Анатолий Анатольевич (1887—1928) | Анатолий Анатольевич (1887—1928) | Анатолий Анатольевич (1887—1928) |  |  | Евлампия Анатольевна (18??—19??) | Евлампия Анатольевна (18??—19??) | Евлампия Анатольевна (18??—19??) | Евлампия Анатольевна (18??—19??) | Евлампия Анатольевна (18??—19??) | Евлампия Анатольевна (18??—19??) |  |  | Мария Анатольевна (18??—19??)   | Мария Анатольевна (18??—19??)   | Мария Анатольевна (18??—19??)   | Мария Анатольевна (18??—19??)   | Мария Анатольевна (18??—19??)   | Мария Анатольевна (18??—19??)   |  |  |  |  |  |  |  |  |  |  |  |  |  |  |  |  |  |  |  |  |  |  |  |  |  |  |  |  |
| Владимир Владимирович (1888—1912) | Владимир Владимирович (1888—1912) | Владимир Владимирович (1888—1912) | Владимир Владимирович (1888—1912) | Владимир Владимирович (1888—1912) | Владимир Владимирович (1888—1912) |                                 |                                 | Наталья Владимировна (18??—19??) | Наталья Владимировна (18??—19??) | Наталья Владимировна (18??—19??) | Наталья Владимировна (18??—19??) | Наталья Владимировна (18??—19??) | Наталья Владимировна (18??—19??) |                                     |                          | Анатолий Анатольевич (1887—1928) | Анатолий Анатольевич (1887—1928) | Анатолий Анатольевич (1887—1928) | Анатолий Анатольевич (1887—1928) | Анатолий Анатольевич (1887—1928) | Анатолий Анатольевич (1887—1928) |  |  | Евлампия Анатольевна (18??—19??) | Евлампия Анатольевна (18??—19??) | Евлампия Анатольевна (18??—19??) | Евлампия Анатольевна (18??—19??) | Евлампия Анатольевна (18??—19??) | Евлампия Анатольевна (18??—19??) |  |  | Мария Анатольевна (18??—19??)   | Мария Анатольевна (18??—19??)   | Мария Анатольевна (18??—19??)   | Мария Анатольевна (18??—19??)   | Мария Анатольевна (18??—19??)   | Мария Анатольевна (18??—19??)   |  |  |  |  |  |  |  |  |  |  |  |  |  |  |  |  |  |  |  |  |  |  |  |  |  |  |  |  |
|                                   |                                   |                                   |                                   |                                   |                                   |                                 |                                 | Юрий Владимирович (1910—1971)    | Юрий Владимирович (1910—1971)    | Юрий Владимирович (1910—1971)    | Юрий Владимирович (1910—1971)    | Юрий Владимирович (1910—1971)    | Юрий Владимирович (1910—1971)    |                                     |                          |                                  |                                  |                                  |                                  |                                  |                                  |  |  | Владимир Григорьевич (1909—1972) | Владимир Григорьевич (1909—1972) | Владимир Григорьевич (1909—1972) | Владимир Григорьевич (1909—1972) | Владимир Григорьевич (1909—1972) | Владимир Григорьевич (1909—1972) |  |  | Тереза Васильевна (1926—2012)   | Тереза Васильевна (1926—2012)   | Тереза Васильевна (1926—2012)   | Тереза Васильевна (1926—2012)   | Тереза Васильевна (1926—2012)   | Тереза Васильевна (1926—2012)   |  |  |  |  |  |  |  |  |  |  |  |  |  |  |  |  |  |  |  |  |  |  |  |  |  |  |  |  |
|                                   |                                   |                                   |                                   |                                   |                                   |                                 |                                 | Юрий Владимирович (1910—1971)    | Юрий Владимирович (1910—1971)    | Юрий Владимирович (1910—1971)    | Юрий Владимирович (1910—1971)    | Юрий Владимирович (1910—1971)    | Юрий Владимирович (1910—1971)    |                                     |                          |                                  |                                  |                                  |                                  |                                  |                                  |  |  | Владимир Григорьевич (1909—1972) | Владимир Григорьевич (1909—1972) | Владимир Григорьевич (1909—1972) | Владимир Григорьевич (1909—1972) | Владимир Григорьевич (1909—1972) | Владимир Григорьевич (1909—1972) |  |  | Тереза Васильевна (1926—2012)   | Тереза Васильевна (1926—2012)   | Тереза Васильевна (1926—2012)   | Тереза Васильевна (1926—2012)   | Тереза Васильевна (1926—2012)   | Тереза Васильевна (1926—2012)   |  |  |  |  |  |  |  |  |  |  |  |  |  |  |  |  |  |  |  |  |  |  |  |  |  |  |  |  |
|                                   |                                   |                                   |                                   |                                   |                                   |                                 |                                 |                                  |                                  |                                  |                                  |                                  |                                  |                                     |                          |                                  |                                  |                                  |                                  |                                  |                                  |  |  |                                  |                                  |                                  |                                  |                                  |                                  |  |  |                                 |                                 |                                 |                                 |                                 |                                 |  |  |  |  |  |  |  |  |  |  |  |  |  |  |  |  |  |  |  |  |  |  |  |  |  |  |  |  |
|                                   |                                   |                                   |                                   | Наталья Юрьевна (1934—2007)       | Наталья Юрьевна (1934—2007)       | Наталья Юрьевна (1934—2007)     | Наталья Юрьевна (1934—2007)     | Наталья Юрьевна (1934—2007)      | Наталья Юрьевна (1934—2007)      |                                  |                                  | Юрий Юрьевич (род. 1954)         | Юрий Юрьевич (род. 1954)         | Юрий Юрьевич (род. 1954)            | Юрий Юрьевич (род. 1954) | Юрий Юрьевич (род. 1954)         | Юрий Юрьевич (род. 1954)         |                                  |                                  |                                  |                                  |  |  |                                  |                                  |                                  |                                  |                                  |                                  |  |  | Тереза Ганнибаловна (род. 1953) | Тереза Ганнибаловна (род. 1953) | Тереза Ганнибаловна (род. 1953) | Тереза Ганнибаловна (род. 1953) | Тереза Ганнибаловна (род. 1953) | Тереза Ганнибаловна (род. 1953) |  |  |  |  |  |  |  |  |  |  |  |  |  |  |  |  |  |  |  |  |  |  |  |  |  |  |  |  |
|                                   |                                   |                                   |                                   | Наталья Юрьевна (1934—2007)       | Наталья Юрьевна (1934—2007)       | Наталья Юрьевна (1934—2007)     | Наталья Юрьевна (1934—2007)     | Наталья Юрьевна (1934—2007)      | Наталья Юрьевна (1934—2007)      |                                  |                                  | Юрий Юрьевич (род. 1954)         | Юрий Юрьевич (род. 1954)         | Юрий Юрьевич (род. 1954)            | Юрий Юрьевич (род. 1954) | Юрий Юрьевич (род. 1954)         | Юрий Юрьевич (род. 1954)         |                                  |                                  |                                  |                                  |  |  |                                  |                                  |                                  |                                  |                                  |                                  |  |  | Тереза Ганнибаловна (род. 1953) | Тереза Ганнибаловна (род. 1953) | Тереза Ганнибаловна (род. 1953) | Тереза Ганнибаловна (род. 1953) | Тереза Ганнибаловна (род. 1953) | Тереза Ганнибаловна (род. 1953) |  |  |  |  |  |  |  |  |  |  |  |  |  |  |  |  |  |  |  |  |  |  |  |  |  |  |  |  |
|                                   |                                   |                                   |                                   |                                   |                                   |                                 |                                 |                                  |                                  |                                  |                                  | Наталья-мл. (род. 1988)          |                                  |                                     |                          |                                  |                                  |                                  |                                  |                                  |                                  |  |  |                                  |                                  |                                  |                                  |                                  |                                  |  |  |                                 |                                 |                                 |                                 |                                 |                                 |  |  |  |  |  |  |  |  |  |  |  |  |  |  |  |  |  |  |  |  |  |  |  |  |  |  |  |  |

- Отец: Дуров Юрий Владимирович
- Мать: Лола Юсуповна Ходжаева
- Сестра (по отцу): Дурова Наталья Юрьевна
- Брат (по матери): Бегбуди, Сарват Мидхатович
- Супруга: Вера Дмитриевна Бусленко
- Дети: Дурова Наталья Юрьевна

## Творчество
Спектакли, поставленные в театре «Уголок дедушки Дурова»:
- «МЧС спешит на помощь» (сентябрь 2006 г.);
- «Четвероногие звезды» (сентябрь 2006 г.);
- «Без билета вокруг света» (сезон 2006—2007 гг.);
- «Волшебное письмо» (декабрь 2007 г.);
- «Лучшие из лучших» (март 2007 г.);
- «Книга странствий» (декабрь 2008 г.);
- «В гостях у дедушки Дурова» (июнь 2009 г.);
- «Подарите мне сказку» (декабрь 2009 г.);
- «Пропавшие сказки» (декабрь 2009 г.);
- «Сюзи и Реми приглашают друзей» (2010 г.);
- «В некотором царстве» (декабрь 2010 г.);
- «Путешествие в сказку» (октябрь 2010 г.);
- «Новогодний каприз королевы» (декабрь 2011 г.);
- «Дорога — длиною в век!» (ноябрь 2012 г.) (посвящен 100-летнему юбилею театра, в котором восстановлена знаменитая Большая Дуровская железная дорога);
- «Забавляя — поучать» (сентябрь 2012 г.);
- «История хрустальной туфельки» (декабрь 2013 г.);
- «Однажды на Мышиной планете» (2013 г.);
- «Необыкновенное путешествие» (ноябрь 2014 г.);
- «По следам Снежной Королевы» (декабрь 2015 г.);
- «Как Санта заблудился» (декабрь 2017 г.);
- «Новогоднее приключение Султана» (декабрь 2019 г.).

## Благотворительная деятельность
За последние годы восстановилась активная деятельность по проведению благотворительных спектаклей для детей-сирот, детей-инвалидов и детей из неблагополучных семей.
Театр — ежегодный участник программы мероприятий, посвященных Дню города Москвы.

## Награды и премии
- Заслуженный артист Российской Федерации (22 февраля 1993 года) — за заслуги в области циркового искусства[2];
- «Гран-при» Московского цирка Никулина на Цветном бульваре (2001 год);
- Премия «Цирк» среди профессионалов Международной академии циркового искусства и премия Российской цирковой компании (2002 год);
- Международная премия Московского цирка на проспекте Вернадского (2004 год);
- Академик международной академии духовного единства народов мира (2006 год);
- Орден Петра Великого I степени и серебряным орденом «За заслуги перед российским искусством» (2006 год);
- Народный артист Российской Федерации (14 февраля 2007 года) — за большие заслуги в области искусства[3];
- Медаль МЧС «За содружество во имя спасения» (2009 год);
- Премия Союза цирковых деятелей России «Лучший режиссёр года» за спектакль «Новогодний каприз королевы» (2012 год);
- Призёр конкурса «Лучший работодатель г. Москвы» (2012 год);
- Лауреат Гран-При за номер со слонами на международном фестивале цирка в г. Ижевске (2012 год);
- Заслуженный работник культуры Удмуртии (2012 год);
- Призёр конкурса «Лучший работодатель г. Москвы» (2013 год)[4];
- Лауреат Премии Правительства Москвы работникам государственных учреждений культуры г. Москвы в рамках проведения в РФ Года Культуры в номинации «За вклад в развитие культуры» (2014 год)[5];
- Орден Дружбы (14 мая 2016 года) — за большие заслуги в развитии отечественной культуры и искусства, средств массовой информации и многолетнюю плодотворную деятельность[6].
- За сохранение исторического наследия России и памяти о её героях, как руководитель проекта, отмечен дипломом историко-литературной премии «Александр Невский».
- Орден «За заслуги в культуре и искусстве» (15 февраля 2024 года) — за большой вклад в развитие культуры и искусства, многолетнюю плодотворную деятельность[7].